# Saropogon semiustus
Saropogon semiustus là một loài ruồi trong họ Asilidae. Saropogon semiustus được Coquillett miêu tả năm 1904. Loài này phân bố ở vùng Tân Bắc giới.